# Ifalukella
Ifalukella is een geslacht van neteldieren uit de klasse van de Anthozoa (bloemdieren).

## Soort
- Ifalukella yanii Bayer, 1955